# Sava Dumitrescu
Sava Dumitrescu (n. 19 ianuarie 1927, Mihăești, România – d. 7 septembrie 2019, Iași, România) a fost un farmacolog român și profesor la Universitatea de Medicină și Farmacie Grigore T. Popa din Iași. El a fost și rector al acestei universități. S-a retras ca profesor în 1993, dar și-a continuat activitățile în domeniul cercetării.
Sava Dumitrescu a publicat „Manual de farmacologie” în 2 volume (1981 și 1985). El este, de asemenea, președinte al Consiliului Național de Etică.